# 劉楨 (明夏)
劉楨（？—1368年），字维周，四川泸州人，元朝进士，元末政治人物。
其为进士出身，曾在大名路任职，后辞官返乡。明玉珍进攻重庆的时候，部将刘泽民向其举荐刘桢。明玉珍与其交谈甚欢，并尊礼厚待。第二年，刘桢进谏明玉珍占据四川地形，称帝养兵。后明玉珍听从其意见，并称国号为夏，自称为帝。并进行各项教育和经济改革，这些主张都出自刘桢。